# ديفيد جونز (سياسي)
ديفيد جونز (بالإنجليزية: David Jones)‏ هو سياسي نيوزلندي، ولد في 9 نوفمبر 1873 في نيوزيلندا، وتوفي في 23 سبتمبر 1941. حزبياً، نشط في Reform Party (New Zealand) ‏. وقد انتخب عضو مجلس النواب النيوزيلندي.